# Lurene Tuttle
Lurene Tuttle (29 de agosto de 1907 – 28 de mayo de 1986) fue una actriz de personajes y entrenadora de actuación estadounidense, que hizo la transición del vodevil a la radio, y más tarde al cine y la televisión. Su impacto más duradero fue como una de las actrices más versátiles en radio. A menudo aparecía en 15 programas por semana, comedias, dramas, thrillers, telenovelas y dramas policiales, hecho por el que se la conoció como la "Primera Dama de la Radio".

## Biografía
Nacida en Pleasant Lake, Indiana, se interesó en la interpretación tras mudarse su familia al Sur de California. Empezó a actuar en producciones del Pasadena Playhouse antes de unirse al grupo de vodevil Murphy's Comedians. En la época de la Gran Depresión, Tuttle había demostrado una gran versatilidad vocal en el medio radiofónico, y al cabo de una década se convirtió en una de las actrices más demandadas de la radio.

### Trabajo radiofónico
Su trabajo radiofónico fue intenso y, gracias a él, fue llamada la First Lady (primera dama) de la Radio.
Trabajó en el programa radiofónico The Adventures of Sam Spade, en el cual interpretaba casi todos los papeles femeninos, incluido el de la secretaria de Spade, Effie Perrine. Demostrando su gran versatilidad, participó también en shows como The Adventures of Ozzie and Harriet, en el que interpretaba a la madre de Harriet Nelson, y The Great Gildersleeve, programa en el que su personaje tenía 20 años menos que ella. 
Tuttle también actuó de manera regular en shows como Brenthouse (un serial, en el papel de Nancy), Dr. Christian (como la enfermera Judy Price), Duffy's Tavern (como Dolly Snaffle), One Man's Family (con varios papeles), The Red Skelton Show (como la madre de Junior y como Daisy June, papeles que compartía con Harriet Nelson), Hollywood Hotel y Those We Love. 
Además, fue artista invitada de otros programas, como fue el caso de Dragnet, Lux Radio Theater, The Screen Guild Theater y Suspense (en "The Sisters", con Rosalind Russell). En The Whistler interpretaba a unas gemelas, utilizando micrófonos separados para cada personaje.
Fue durante su época en Hollywood Hotel, mientras su compañero de reparto, el actor Frank Nelson, intentaba que mejorasen sus salarios, que Tuttle pasó a ser uno de los miembros fundadores de la Federación Americana de Artistas de Televisión y Radio, además de uno de los más activos. 

### Cine y televisión
Tuttle se hizo una figura  familiar de los espectadores gracias a sus más de 100 actuaciones televisivas, llevadas a cabo entre 1950 y 1986. Uno de sus personajes más conocidos fue el de Lavinia (Vinnie) Day en la serie "Life_with_Father" (1953-1955).
Al mismo tiempo, actuaba en el cine en títulos como el de Alfred Hitchcock Psicosis y otros como Sólo Dios lo sabe, Macbeth (dirigida por Orson Welles), Mr. Blandings Builds His Dream House (Los Blanding ya tienen casa), En bandeja de plata, The Affairs of Dobie Gillis y Don't Bother to Knock (Niebla en el alma) (1952), esta última con Marilyn Monroe. Además, hizo un primer papel como Kate "Ma" Baker en Ma Barker's Killer Brood (1960).
En televisión también actuó dos veces en la serie criminal de Edmond O'Brien de 1960 Johnny Midnight. Después intervino en un papel de reparto en la sitcom Father of the Bride.
El papel más conocido de Lurene Tuttle fue el de enfermera en la serie televisiva interpretada por Diahann Carroll y Lloyd Nolan Julia (1968-1971). En 1980 Tuttle actuó junto a Bette Davis en el telefilme White Mama.
Tuttle se casó con Melville Ruick, un actor que conoció en sus años radiofónicos. La pareja tuvo una hija, Barbara Ruick, una actriz que se casó con el compositor cinematográfico John Williams, y que falleció inesperadamente en 1974. Tuttle y Ruick finalmente se divorciaron. Tuttle se casó posteriormente con Frederick W. Cole, aunque este segundo matrimonio duró poco tiempo. 
Además de su labor como intérprete, se dedicó a la enseñanza de la interpretación — algo que siempre había hecho, incluso en la cima de su carrera (a menudo entrenaba a actores radiofónicos que se habían visto alejados del medio como consecuencia de la Segunda Guerra Mundial) — hasta su fallecimiento a causa de un cáncer en 1986, hecho ocurrido en Encino, Los Ángeles, California. Fue enterrada en el Cementerio Forest Lawn Memorial Park de Glendale (California).

## Audio
- The Great Gildersleeve, "Marjorie's Cake" (7 de septiembre de 1941)
- The Adventures of Sam Spade, "The Dry Martini Caper" (1 de agosto de 1948)
- Suspense, "Can't We Be Friends?" (25 de julio de 1946)
- Suspense, "The Sisters" (con Rosalind Russell, 9 de diciembre de 1948)